# Lawonauka (obwód witebski)
Lawonauka (biał. Лявонаўка; ros. Леоновка, Leonowka, pol. hist. Leonówka) – wieś na Białorusi, w obwodzie witebskim, w rejonie orszańskim, w sielsowiecie Barzdouka, przy linii kolejowej  Orsza – Krzyczew.

## Historia
W XIX i w początkach XX w. wieś położona była w Rosji, w guberni mohylewskiej, w powiecie horeckim, w gminie Masłaki. Następnie w granicach Związku Sowieckiego. Od 1991 roku w niepodległej Białorusi.